# Adolf Lípa
Adolf Lípa, Bey (německy Lipa, 13. září 1866 Městec Králové – 24. srpna 1953 Praha) byl český praktický lékař, sexuolog a gynekolog, dlouhodobě působící v zahraničí, především pak v Brity kontrolovaném Egyptě. Roku 1908 obdržel nejvyšší egyptské vyznamenání opravňující jej používat šlechtický titul Bey.

## Život

### Mládí
Narodil se v Městci Králové v Polabí do rodiny Josefa Lípy a jeho manželky Ludmily Charlotty, rozené Nohelové. Po absolutoriu základní a střední školy vystudoval medicínu na univerzitě ve Vídni, následně zde začal pracovat v nemocnici Wilhelmskrankhaus. Oženil se s Helene Fürst z Vídně. Poté působil v Paříži a v londýnské nemocnici Albert Hospital.

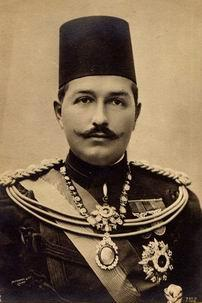
Abbás II. Hilmí poslední egyptský chediv, který Lípovi udělil roku 1908 titul Bey

### Egypt
Pravděpodobně díky svým kontaktům ve Velké Británii začal působit v Egyptě. Roku 1898 získal profesuru na univerzitě v Káhiře, zde žil, pracoval a vyučoval. Roku 1902 sehrál klíčovou úlohu při potlačení vypuknuvší epidemie cholery. Jako zdroj nákazy určil znečištěnou vodu z Nilu, užívanou též k pití, a navrhl zavést hygienická protiopatření, které pomohly epidemii zastavit. V letech 1903 až 1908 působil jako lékařský atašé Rakousko-uherského velvyslanectví v Káhiře. Roku 1908 byl egyptským vládcem, chedivem Abbásem II. Hilmím, vyznamenán nejvyšším egyptským řádem s privilegiem používat za jménem šlechtický titul Bey. Roku 1909 si Lípa v Káhiře zřídil praktickou ordinaci, byl významnou postavou místního společenského života. Kromě češtiny a němčiny ovládal angličtinu, francouzštinu, latinu a pravděpodobně také arabštinu.

### V Čechách
Po vypuknutí první světové války učinila 18. prosince 1914 Velká Británie Egypt svým protektorátem. Dosavadní chediv Abbás II. Hilmí byl sesazen, odešel do exilu a byl nahrazen sultánem Husajnem Kámilem. Lípa byl jakožto rakousko-uherský občan britskými úřady považován za příslušníka nepřátelského státu a roku 1915 byl nucen Egypt opustit. Usadil se v Praze, kde pak provozoval gynekologickou praxi. Byl také editorem sexuologických revue, jeho odborné statě byly přeloženy do několika světových jazyků.

### Úmrtí
Adolf Lípa, Bey zemřel v Praze 24. srpna 1953 ve věku 86 let. Pohřben byl v hrobce s estetickými prvky starověkého Egypta včetně sochy sfingy vytvořené sochařem Františkem Rousem na Vinohradském hřbitově.